# La Contrebasse
La Contrebasse (Der Kontrabass) est une pièce de théâtre pour un comédien écrite en 1981 par Patrick Süskind. Elle a rencontré un grand succès en Allemagne, mais également en France, jouée notamment par Jacques Villeret.

## Résumé
Dans son appartement, le personnage, contrebassiste de l'« Orchestre national » âgé de trente-cinq ans, présente son instrument au public, l'histoire de cet instrument, son rôle dans l'orchestre et, finalement, son rapport avec cet instrument. Progressivement, le spectateur découvre la vraie nature de ce musicien, casanier, introverti et névrosé, la relation de haine et de passion qu'il entretient avec sa contrebasse et l'amour fantasmatique qu'il voue à une jeune soprano, Sarah. N'ayant jamais été remarqué par cette chanteuse, il imagine qu'il va profiter de la première de L'Or du Rhin qui se donne le soir-même pour crier, juste avant le début de la représentation, « Sarah ! ». À la fin de la pièce, le personnage part pour le concert, hésitant toujours sur l'exécution de son projet.

## Extraits musicaux
Pour illustrer ses propos, le personnage fait passer plusieurs extraits d'œuvres classiques :
- Symphonie nº 2 de Johannes Brahms
- Prélude de La Walkyrie de Richard Wagner
- Concerto en mi majeur pour contrebasse de Karl Ditters von Dittersdorf
- Ouverture des Noces de Figaro de Wolfgang Amadeus Mozart
- La Truite de Franz Schubert

Le personnage fait également référence à de nombreux autres œuvres et compositeurs, notamment les compositeurs et contrebassistes Johann Matthias Sperger, Domenico Dragonetti, Giovanni Bottesini, etc.

## Théâtre
- La Contrebasse de Patrick Süskind, mise en scène de Stéphane Alvarez, avec Thierry Rémi, créé en 2004 au Théâtre du Pont Tournant, Bordeaux, reprise à Paris au Lucernaire en 2012.
- La Contrebasse, créée en 2014 au Théâtre de Paris, mise en scène de Daniel Benoin, avec Clovis Cornillac, en partenariat avec France Musique.